# Idioma ruso en Letonia
La lengua rusa en Letonia ha pasado de ser la cuarta lengua más hablada cuando algunas partes de Letonia eran gobernaciones del Imperio ruso a finales del siglo XIX a ser la segunda lengua más utilizada en el hogar con diferencia en la Letonia independiente (37,2 % en el censo de 2011), siendo un 26,9 % de la población de etnia rusa (2011).

## Historia y distribución

### Primeras influencias
El idioma letón moderno ha conservado varios préstamos lingüísticos del antiguo eslavo oriental a través de los primeros contactos entre los pueblos eslavos orientales y bálticos, como kalps («labriego»; de холпь, «siervo, esclavo»),  grāmata («libro»; de грамота, «alfabeto, escritura, alfabetización»), baznīca («iglesia»; de божница, «iglesia, capilla»), modrs («vigilante, atento, alerta»; мѫдръ, "sabio"), sods («castigo»; de судъ) y strādāt («trabajar»; de страдати).

### En la Gobernación de Livonia (1721–1918) y Curlandia (1795–1918)

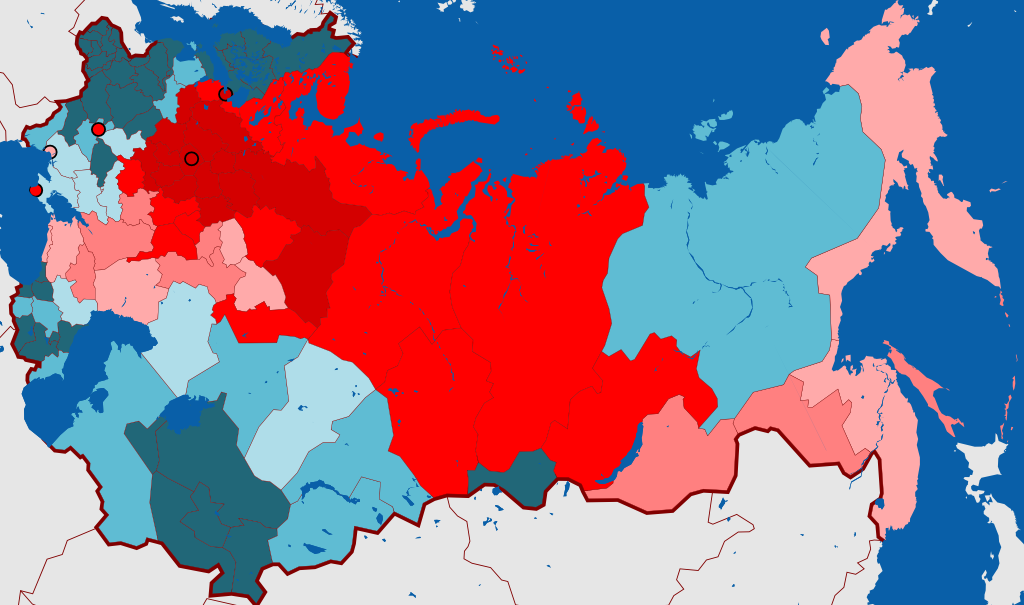
Rusoparlantes del Imperio ruso por regiones según el censo de 1897. La Gobernación de Curlandia y la Gobernación de Livonia se encuentran en la esquina superior izquierda.
> 90 %
70—89 %
50—69 %
30—49 %
15—29 %
5—14 %
< 5 %

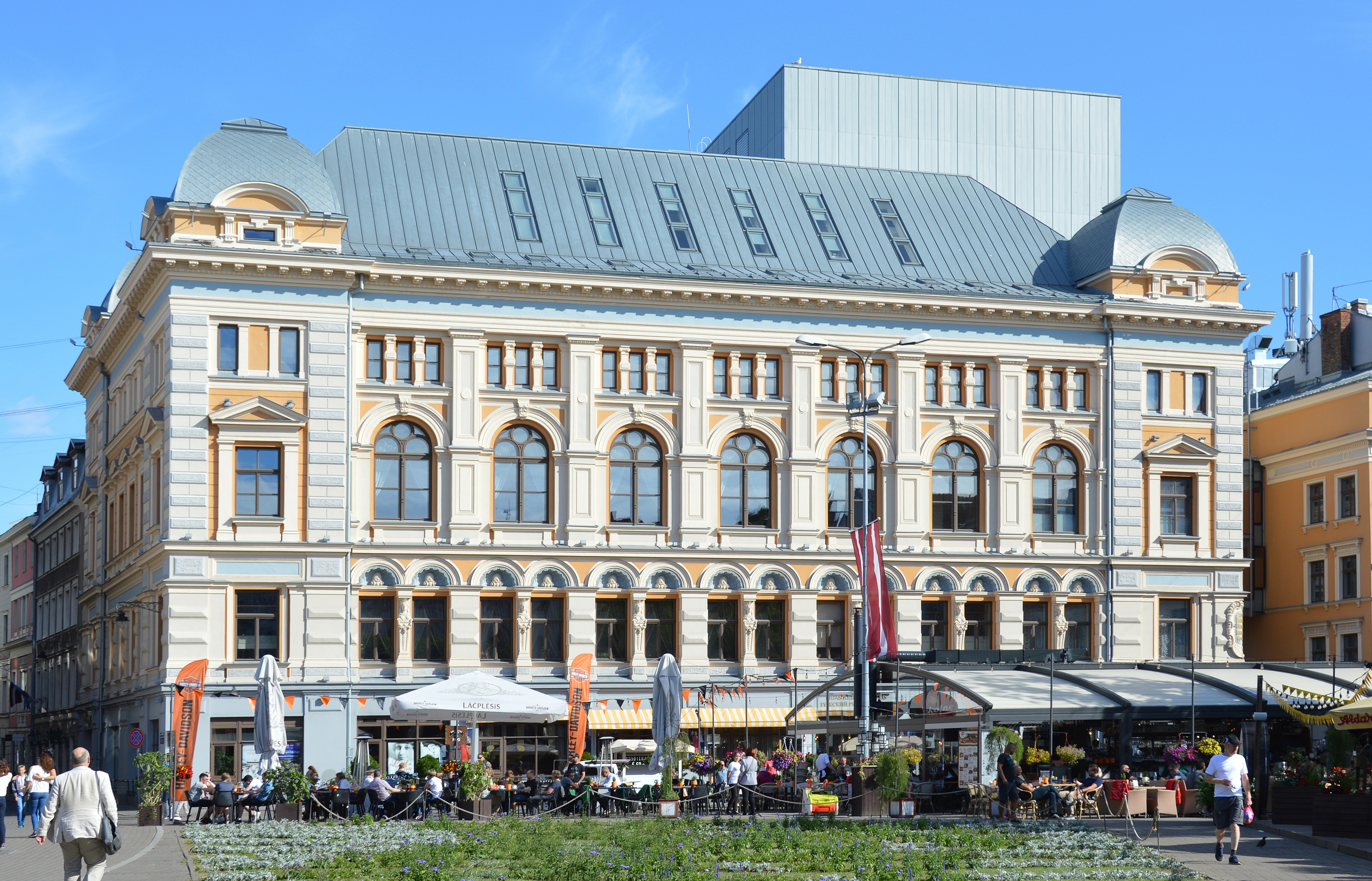
Teatro Ruso Mijaíl Chéjov de Riga, fundado en 1883

El 14 de septiembre de 1885, Alejandro III ratificó un ucase que imponía el uso obligatorio del ruso para los funcionarios de las gobernaciones del Báltico. En 1889, se amplió para que se aplicase también a los procedimientos oficiales de los Ayuntamientos del Báltico. A principios de la década de 1890, se impuso el ruso como lengua de enseñanza en las escuelas de las gobernaciones del Báltico.
Según el censo del Imperio ruso de 1897, había 25 630 (3,8 %) rusoparlantes en la Gobernación de Curlandia y 68 124 (5,2 %) en la Gobernación de Livonia, lo que convertía a los rusoparlantes en el cuarto grupo lingüístico más grande de ambas gobernaciones.

### En la Letonia independiente (1918–1940)
En el censo de 1925, los rusos eran la mayor minoría (10,6 %) y el 14 % de los habitantes hablaban ruso en el entorno familiar. Un pequeño porcentaje de rusoparlantes no eran rusos étnicos y viceversa, un pequeño porcentaje de rusos étnicos hablaba otro idioma a nivel familiar, lo cual se atribuía a los matrimonios mixtos, a vivir en una zona con otra lengua mayoritaria y, en el caso de los rusoparlantes, a las políticas de rusificación del Imperio ruso.
En el censo de 1930, el 13 % de los habitantes declaraban el ruso como lengua familiar. En 1940, 216 de 1521 escuelas letonas tenían el ruso como lengua de enseñanza y el trilingüismo de letón, alemán y ruso era común entre la población.

### En la RSS de Letonia

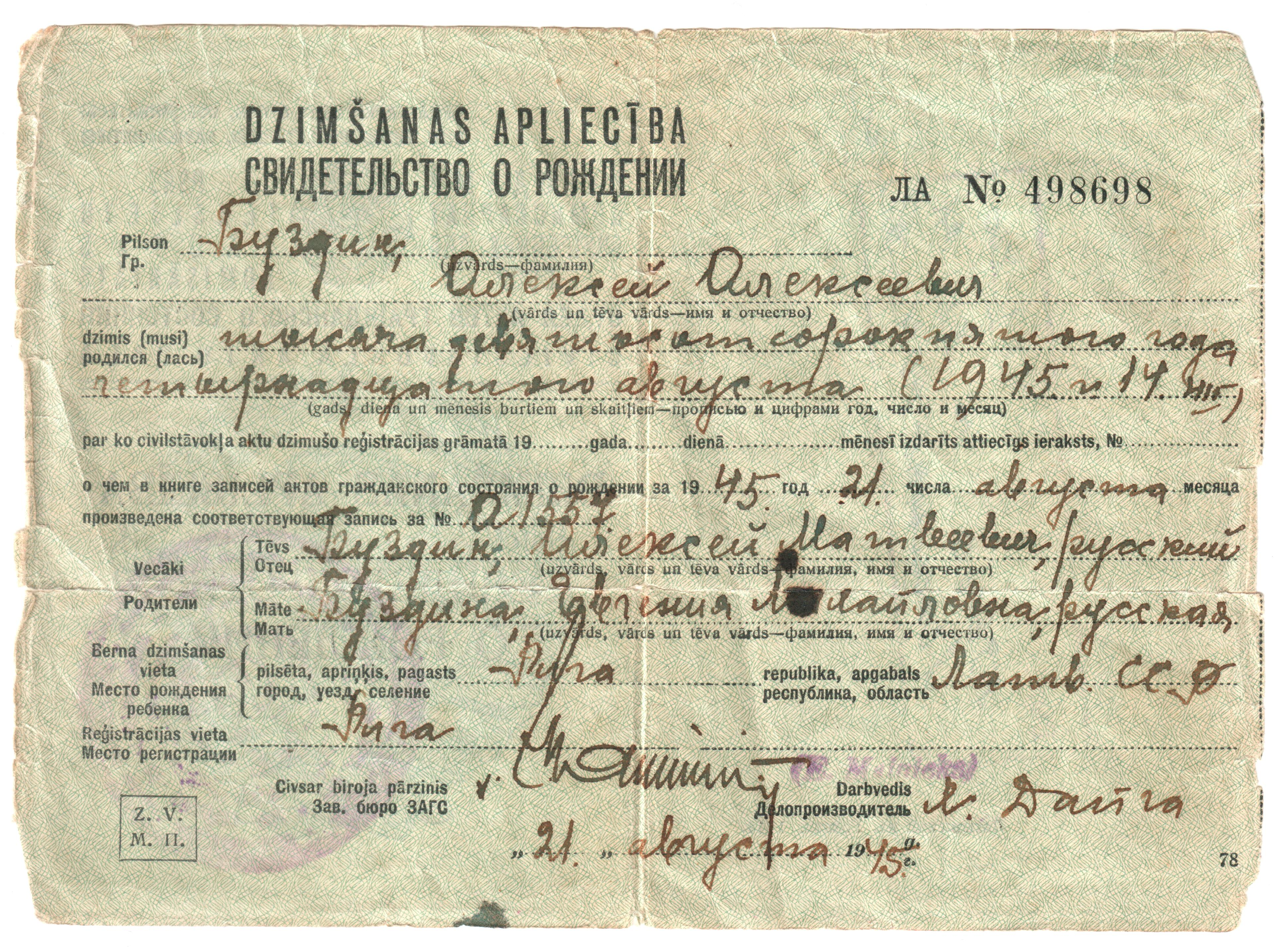
Un certificado de nacimiento bilingüe (en letón y ruso) emitido en Riga en 1945, después de la ocupación soviética de Letonia en 1944, cumplimentado solo en ruso.

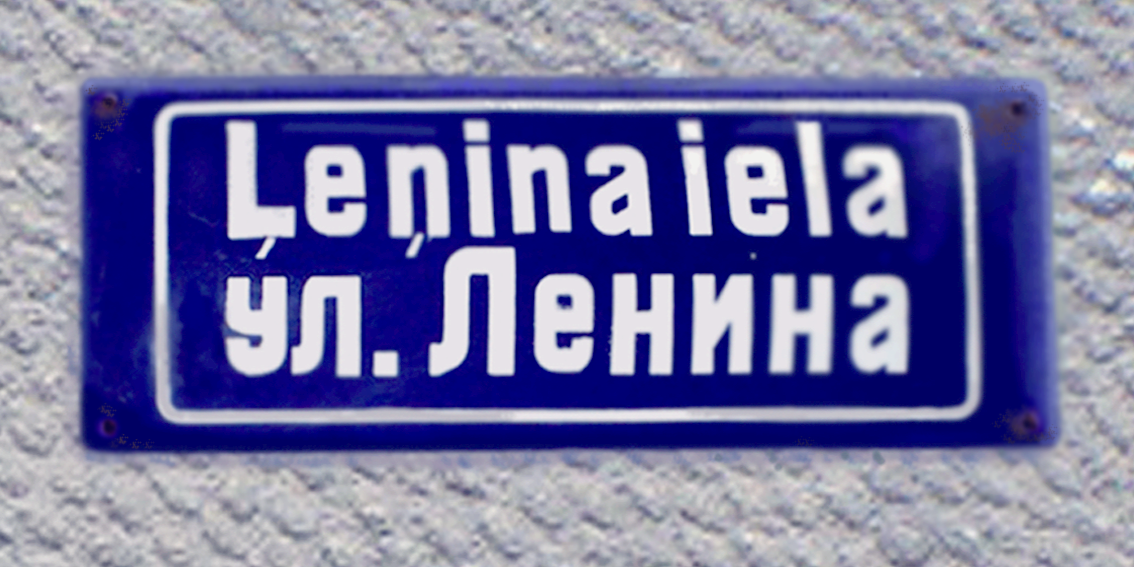
Una placa de calle bilingüe (en letón y ruso) para la calle Lenin (Ļeņina iela, ул. Ленина), el nombre soviético para la calle central Brīvības de Riga entre 1950 y 1991.

#### 1944–1957
El número de rusoparlantes nativos aumentó drásticamente tras la ocupación soviética de 1944 para llenar los vacíos de mano de obra creados por la Segunda Guerra Mundial, las deportaciones masivas, las ejecuciones y la emigración. También se introdujeron nuevos grupos hasta entonces prácticamente desconocidos, como los ucranianos rusoparlantes.
El ruso se convirtió en la lengua de los negocios del Estado, y los cargos administrativos estaban ocupados en su mayoría por rusos étnicos. Además, el ruso sirvió como lengua de comunicación interétnica entre los grupos étnicos no rusos, cada vez más urbanizados, lo que hizo de las ciudadesimportantes centros de uso de la lengua rusa e hizo del bilingüismo funcional en ruso una necesidad mínima para la población local.

Las políticas soviéticas fomentaban el bilingüismo para todos los ciudadanos soviéticos, pero se ha dicho que el bilingüismo resultante del dogma oficial era unilateral. Las nacionalidades no rusas aprendieron ruso como segunda (o incluso primera) lengua, mientras que los rusos siguieron siendo mayoritariamente monolingües. Las estadísticas sobre el bilingüismo en la RSS de Letonia son especialmente reveladoras a este respecto.
Lenore Grenoble, Language Policy in the Soviet Union (2003)

En un intento por revertir en parte las anteriores políticas soviéticas de rusificación y de dar al idioma letón una posición más igualitaria a la del ruso, la facción nacionalcomunista del Partido Comunista de Letonia aprobó en 1957 una ley que hacía obligatorio saber tanto letón como ruso para todos los empleados del Partido Comunista, los funcionarios del Gobierno y el personal del sector servicios. La ley incluía un plazo de dos años para dominar ambas lenguas.

#### 1958–1970
En 1958, a medida que se acercaba el plazo de dos años del proyecto de ley, el Partido Comunista de la Unión Soviética se propuso promulgar una reforma educativa, uno de cuyos componentes, la llamada Tesis 19, daría a los padres de todas las repúblicas soviéticas, con la excepción de la RSS de Rusia, la opción de que sus hijos en las escuelas públicas estudiaran la lengua de la nación titular de la república (en este caso el letón) o el ruso, así como una lengua extranjera, en contraste con el sistema educativo anterior, en el que era obligatorio que los escolares aprendieran las tres lenguas.
Tanto la facción nacionalcomunista letona como el pueblo letón se opusieron firmemente a la reforma, ya que pensaban que, en realidad, permitiría a los rusos no aprender letón y seguiría obligando a los letones a aprender ruso; percibieron la reforma como una rusificación lingüística. El viceministro de Educación, Erna Purvinska, insistió en que el dominio del letón y del ruso debía considerarse con la misma importancia.
Debido a la oposición generalizada de otras repúblicas, el Sóviet Supremo de la Unión Soviética no pudo implementar la Tesis 19 como ley de la Unión y cada república pudo tomar una decisión por libre. Sin embargo, al final, Letonia fue una de dos de las doce repúblicas soviéticas que no cedió a la presión y excluyó el contenido de la Tesis 19 de sus estatutos ratificados. Esto dio lugar a la purga de los nacionalcomunistas letones de las filas del Partido Comunista entre 1959 y 1962, durante la cual hasta 2000 funcionarios del partido, incluidos todos los letones nativos en posiciones superiores, fueron degradados o destituidos. Un mes después de la destitución del líder nacionalcomunista letón Eduards Berklavs, Arvīds Pelše implementó la legislación de la Unión en Letonia.
En un intento de generalizar el uso del ruso y revertir la labor de los nacionalcomunistas, se estableció en Letonia un sistema escolar bilingüe, con clases paralelas impartidas en ruso y letón. El número de escuelas de este tipo aumentó drásticamente, incluyendo regiones donde la población rusa era mínima, y en julio de 1963 ya había 240 escuelas bilingües de este tipo.
La reforma provocó la disminución gradual del número de horas asignadas al aprendizaje del letón en las escuelas rusas y el aumento de las horas asignadas al aprendizaje del ruso en las escuelas letonas. En 1964–1965, el promedio semanal total de clases de letón y de lengua y literatura rusa en todos los cursos en las escuelas letonas era de 38,5 y 72,5 horas respectivamente, en comparación con las 79 horas dedicadas a la lengua rusa y las 26 horas dedicadas a la lengua y literatura letona en las escuelas rusas. La reforma se ha atribuido a la persistencia del escaso conocimiento de la lengua letona entre los rusos que viven en Letonia y a la creciente brecha lingüística entre los letones y los rusos.

#### 1970–1991
En 1970, el ruso era la lengua materna del 36 % de los habitantes de la RSS de Letonia, incluido un 6 % de la población que no eran rusos étnicos, y la segunda lengua del 31 % de los habitantes (incluido un 47 % de letones), mientras que solo un 18 % de los rusos afirmaban saber algo de letón. Era aun más desmedido entre los no rusos y no letones de la RSS de Letonia: 152 897 afirmaban tener el ruso como primera lengua, en comparación con los 28 444 que afirmaban tener el letón como primera lengua.
En 1972, se publicó de contrabando la carta de 17 comunistas letones fuera de la RSS de Letonia y circuló por el mundo occidental. En ella se acusaba al Partido Comunista de la Unión Soviética de «chovinismo ruso» y la «rusificación progresiva de toda la vida en Letonia». Se detallaba la gran afluencia de rusos, bielorrusos y ucranianos a la república, lo que provocaba que varias grandes empresas casi no tuvieran empleados letones y que hubiera personas en puestos directivos que no sabían letón en empresas con una mayoría de trabajadores letones. La carta también hacía hincapié en que el 65 % de los médicos que trabajaban en los centros de salud municipales no hablaban letón, lo cual solía dar pie a negligencias médicas. Asimismo, se señalaba que casi dos tercios de las emisiones de radio y televisión y alrededor de la mitad de los periódicos de Letonia ya estaban casi en su totalidad en ruso. Las obras de los autores letones y los libros de texto en letón no se solían publicar debido a una supuesta falta de papel, mientras que se publicaban las obras de los autores rusos y los libros de texto en ruso. Incluso muchos colectivos en los que los letones eran mayoría a menudo cedían a las exigencias de sus miembros rusoparlantes para celebrar las reuniones en ruso por miedo a que se les acusase de nacionalismo. Los centros de enseñanza media, especial y superior habían empezado a adoptar el ruso como lengua de enseñanza, mientras que muchos de los funcionarios que se habían opuesto a estas políticas habían sido destituidos de sus puestos.

Una tarjeta de identidad bilingüe (en letón y ruso) de 1980 del diputado del pueblo del Consejo Supremo de la RSS de Letonia.

En 1989, el ruso ya era la lengua materna del 42 % de los habitantes, incluido un 8 % de la población que no eran rusos étnicos, mientras que el 39 % lo hablaba con soltura como segunda lengua. Las minorías étnicas no rusas eran especialmente susceptibles a la rusificación lingüística, ya que, por ejemplo, el porcentaje de bielorrusos que afirmaban tener el bielorruso como lengua materna bajó de un 42,6 % en 1959 a un 32 % en 1989, mientras que los polacos con el polaco como lengua materna disminuyeron de un 55,3 % a un 27,3 %. El 95 % de los bielorrusos y el 88 % de los polacos dominaban el ruso, mientras que solo el 18 % y el 37 %, respectivamente, sabían letón. La única minoría étnica con un mayor dominio del letón (64 %) que el ruso (48 %) eran los lituanos.
Entre 1989 y 1990, una media del 47,5 % de alumnos se matriculó en escuelas con el ruso como lengua de enseñanza, y la cifra era aún mayor (69,3 %) en los centros urbanos, lo que quería decir que no solo una mayoría abrumadora de no letones, sino también algunos letones, se habían matriculado en escuelas de lengua rusa.
Un artículo del 12 de enero de 1989 del periódico Jūrmala informó de que la gran mayoría de los letones de Riga entablaban conversación con un desconocido en ruso, mientras que solo el 17 % lo hacía en letón. Del mismo modo, también se informó de que el 96 % de los rusos y el 85 % de las personas de otros grupos entablaban conversación con un desconocido en ruso, lo que dio lugar al aislamiento general de los rusos que vivían en las ciudades letonas y al establecimiento de comunidades relativamente independientes que no se integraban con la población local.

### En la Letonia independiente (1990–presente)

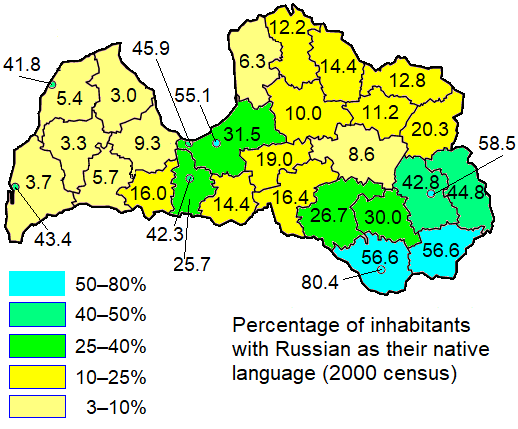
Porcentaje de rusoparlantes en las distintas regiones de Letonia, censo de 2000

Porcentaje de rusoparlantes en las distintas regiones de Letonia, censo de 2011

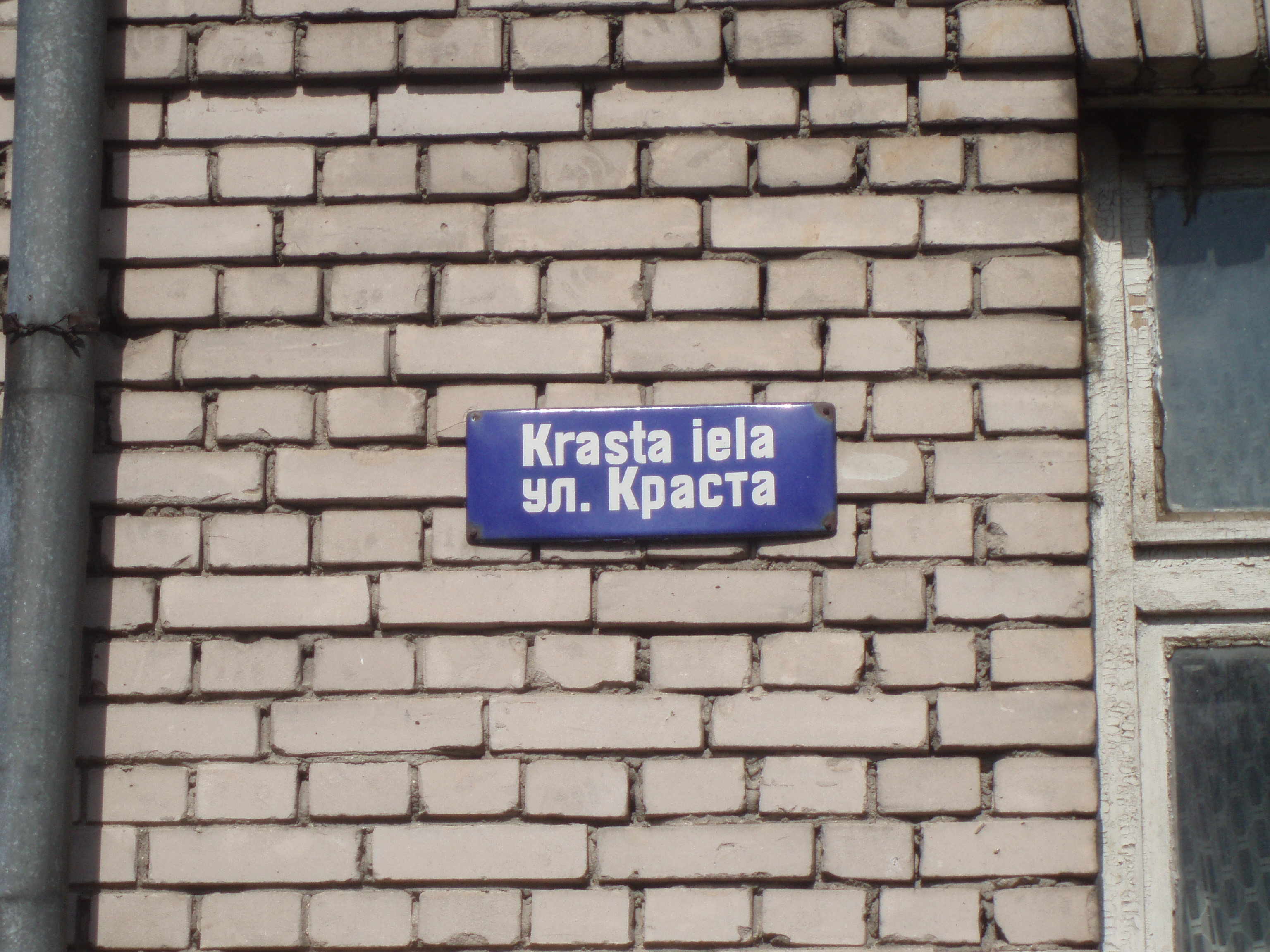
Una placa de calle de la era soviética bilingüe (en letón y ruso) en Rēzekne, 2011

En 2000, el 37,5 % de los habitantes hablaban ruso como lengua materna y el 43,7 % como segunda lengua. Entre ellos, el 73 % de los bielorrusos, el 68 % de los ucranianos, el 58 % de los polacos y el 79 % de los judíos declararon que tenían el ruso como lengua materna. En el censo de 2011, el 37,2 % declaró que el ruso era la lengua que más hablaban en casa. En la región de Latgalia, el 60,3 % de la población hablaba ruso en casa, pero el condado de Zilupe era el que tenía el mayor porcentaje de rusoparlantes (92,1 %). En la capital, Riga, el 55,8 % de los habitantes hablaban ruso en casa.
El proyecto de investigación de 2012 «Language situation in Latvia: 2004–2010» de la Agencia Lingüística de Letonia informó de que el dominio general del ruso como segunda lengua estaba disminuyendo porque es cada vez menos popular entre los jóvenes, sobre todo en zonas con una gran mayoría letona. En una encuesta de 2004, el 73 % de los encuestados valoró sus conocimientos de ruso como buenos, pero la proporción general bajó al 69 % en 2008.
La cifra era aún menor entre los jóvenes (entre 15 y 34 años), el 54 % de los cuales afirmó tener un buen dominio del ruso, el 38 % un bajo dominio y el 8 % no saber nada de ruso. No obstante, la proporción de personas que sabían ruso (98 %) seguía siendo mayor que la proporción de personas que sabían letón (92 %). Si el 1 % de los encuestados cuya lengua materna era el letón no conocía el ruso, el 8 % de los encuestados cuya lengua materna era el ruso declaró en cambio no saber nada de letón. El informe también señalaba la demanda cada vez más explícita y desproporcionada de conocimientos de ruso por parte de los empleadores y la discriminación lingüística de los candidatos no rusoparlantes en el mercado laboral, especialmente en los casos en que se priorizan los conocimientos de ruso por encima de las cualificaciones profesionales.
El proyecto de investigación posterior «Language situation in Latvia: 2010–2015» señaló la Ley de Empleo disfuncional, que permitía una situación en la que se esperaba que los empleados de casi todos los sectores, especialmente el de los servicios, dominaran el ruso. El director del Centro Lingüístico Estatal letón, Antons Kursītis, lo calificó como una de las principales razones que influyen en la emigración de los jóvenes a otros países europeos.
En enero de 2018, el Centro Lingüístico Estatal letón publicó una aplicación, Valodas draugs («Amigo lingüístico») para denunciar presuntas violaciones de la ley lingüística letona y elogiar a las empresas por su actitud cordial hacia el idioma letón. La aplicación fue criticada por activistas rusoparlantes, que afirmaban que instigaba el odio étnico e intentaron bloquearla en Google Play Store.
El 1 de noviembre de 2018, la Saeima aprobó las enmiendas a la Ley de Empleo propuestas por la Alianza Nacional, estipulando que los empleadores no pueden solicitar el conocimiento de lenguas extranjeras si el uso de dichas lenguas no se incluye en las funciones del empleado y no pueden negar a los empleados el derecho a utilizar la lengua estatal. Según los autores, las enmiendas iban dirigidas sobre todo a aquellos empresarios que solicitaban la lengua rusa, incluso cuando la empresa no tenía trato con clientes extranjeros.

#### Referéndum de 2012
|  | A FAVOR 100,0 %—90,0 % 89,9 %—80,0 % 79,9 %—70,0 % 69,9 %—60,0 % 59,9 %—50.,0 % | EN CONTRA 50,0 %—59,9 % 60,0 %—69,9 % 70,0 %—79,9 % 80,0 %—89,9 % 90,0 %—100,0 % |

Resultados del referéndum constitucional de Letonia de 2012 para adoptar el ruso como segunda lengua oficial por municipios.
A FAVOR
100,0 %—90,0 %
89,9 %—80,0 %
79,9 %—70,0 %
69,9 %—60,0 %
59,9 %—50.,0 %
EN CONTRA
50,0 %—59,9 %
60,0 %—69,9 %
70,0 %—79,9 %
80,0 %—89,9 %
90,0 %—100,0 %

El 9 de septiembre de 2011, la ONG «Lengua materna» presentó a la Comisión Electoral Central una petición firmada por 12 516 personas para que el ruso se convirtiera en la segunda lengua estatal de Letonia. Del 1 al 30 de noviembre de 2011, la Comisión Electoral Central llevó a cabo una recogida oficial de firmas, durante la cual se recogieron 187 378 de las 154 379 firmas necesarias y se envió la propuesta a la Saeima.
Nils Ušakovs, líder del Centro de la Armonía y alcalde de Riga, declaró públicamente que había firmado la petición, pero como "ciudadano privado". Después, otros diputados, representantes de los Ayuntamientos y funcionarios públicos del Centro de la Armonía empezaron a firmarla también, incluido el parlamentario Nikolái Kabanov, que posteriormente fue amonestado por escrito por la Comisión de Mandatos, Ética y Presentaciones de la Saeima por violar el voto solemne (juramento) del legislador, en el que Kabanov juró reforzar la lengua letona como única lengua oficial. El parlamentario de Armonía Andrejs Klementjevs se negó a formular la postura oficial de su asociación del partido, afirmando que el Centro de la Armonía se había distanciado del asunto, pero que examinarían la protesta con detenimiento si llegaba al Parlamento.
El 22 de diciembre de 2011, los diputados de Armonía abandonaron la reunión antes de la votación, en la que la Saeima rechazó la propuesta. Esto forzó un referéndum constitucional que se celebró el 18 de febrero de 2012. Según la Comisión Electoral Central, el 74,8 % (821 722) votó en contra, el 24,9 % (273 347) votó a favor y la participación fue del 70,37 %. Al día siguiente, el Ministerio de Relaciones Exteriores de Rusia anunció que "el resultado del referéndum dista de reflejar el verdadero parecer de Letonia", señalando que unos 319 000 no ciudadanos no pudieron participar en el referéndum debido a su estatus.
Los expresidentes de Letonia Guntis Ulmanis, Vaira Vīķe-Freiberga y Valdis Zatlers, los líderes de las organizaciones de la diáspora letona (Jānis Kukainis, líder de la Federación Mundial de Letones Libres; Juris Mežinskis, presidente de la Asociación Letona Estadounidense; Daina Gūtmane, presidenta de la Asociación Letona de Sudamérica y el Caribe; Lauma Vlasova, presidenta del Congreso Letón de Rusia; Pēteris Strazds, presidente de la Asociación Letona de Australia y Nueva Zelanda; y Andris Ķesteris, presidente de la Federación Nacional Letona de Canadá) y la coalición líder de Unidad, el Partido de la Reforma de Zatlers y la Alianza Nacional, instaron a sus votantes a participar en el referéndum y votar en contra del ruso como segunda lengua estatal. El presidente de entonces, Andris Bērziņš, aconsejó inicialmente a la gente que ignorara la votación, tildándola de provocación, pero, cuando se llegó a un referéndum, también pidió a sus votantes que no respaldaran el ruso como segunda lengua estatal y dijo que dimitiría si el ganaba el «sí». Varios rusos notables de Letonia, como el escultor Gļebs Panteļejevs, la directora Marina Kosteņecka y el periodista Mihails Gruzdovs, así como el presidente de la fraternidad rusa Fraternitas Arctica, Dmitrijs Trofimovs, también llamaron al voto negativo.

## En la educación

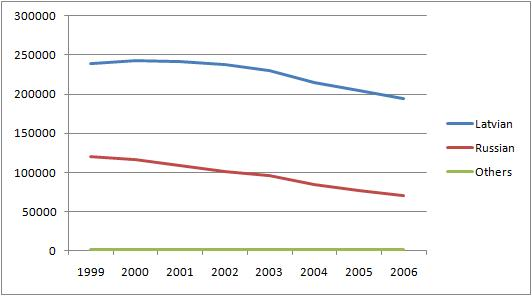
Número de alumnos por lengua de enseñanza en las escuelas letonas de 1999 a 2006 (azul: letón; rojo: ruso; verde: otras lenguas).

El ruso es una de las siete lenguas minoritarias, junto con el polaco, el hebreo, el ucraniano, el estonio, el lituano y el bielorruso, en las que se imparten los programas de educación a las minorías nacionales. En 2018, 94 colegios implementaron programas educativos en ruso y bilingües en Letonia.
En 2014, los escolares de Letonia tuvieron los mejores resultados globales en lengua rusa (70,9 %) de todos los exámenes finales, un aumento del 6,75 % en comparación con 2013.
En 2017, un total del 7 % o 5332 alumnos estudiaron en ruso en las instituciones de educación superior estatales y privadas de Letonia (alrededor de un tercio en las universidades privadas y menos del 1 % en las instituciones superiores estatales), siendo la mayor parte en el Instituto de Transporte y Telecomunicaciones, donde la proporción de los estudiantes con el ruso como lengua de enseñanza alcanzó el 86 % o 2358. Otros centros privados de enseñanza superior con un porcentaje notable de personas que estudiaban en ruso eran el Instituto de Gestión de Sistemas Informáticos, con un 53 % de alumnos, la Escuela Internacional de Economía y Administración de Empresas de Riga, con un 34 % de alumnos, el Instituto Aeronáutico de Riga, con un 18 % de alumnos, la Academia Internacional del Báltico, con un 17 % de alumnos, y la Universidad de Economía y Cultura, con un 6 % de todos sus alumnos que estudiaron en ruso.

### Reforma educativa de 2004

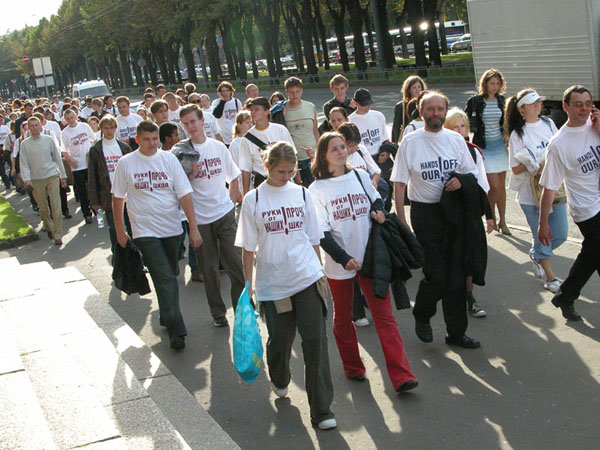
Marcha de protesta en 2003 en contra del traspaso de escuelas minoritarias a la educación bilingüe en 2004, organizada por la Sede para la Protección de las Escuelas Rusas,

En 2004, el Ministerio de Educación y Ciencias de Letonia pasó a la enseñanza bilingüe en las escuelas de las minorías (un 60 % en letón y un 40 % en la lengua minoritaria), lo que dio lugar a una serie de manifestaciones y oposición de la Sede para la Protección de las Escuelas Rusas y la Asociación de Apoyo a las Escuelas de Lengua Rusa.
Las publicaciones en los medios de comunicación de ese periodo mostraban que el uso del letón entre los no letones había llegado a verse de forma muy negativa; sin embargo, después de que se llegara a un arreglo sobre la proporción de lenguas de enseñanza en las escuelas secundarias y se organizaran diversas actividades de apoyo (como la publicación de tutoriales y materiales de orientación y cursos de dominio de la lengua letona para los profesores), la actitud hacia el letón en la comunicación diaria mejoró.

### Reforma educativa de 2019–2021
El 23 de enero de 2018, el Consejo de Ministros acordó iniciar una reforma educativa en 2019 que incluyese una transición gradual al letón como única lengua de enseñanza general en todas las escuelas secundarias de minorías étnicas y aumentar el porcentaje de asignaturas generales impartidas en letón en las escuelas primarias de minorías étnicas (al menos el 50 % para los cursos 1º–6º y el 80 % para los cursos 7º–9º), con la excepción de la lengua materna, la literatura y las asignaturas relacionadas con la cultura y la historia de las minorías étnicas, que seguirían impartiéndose en las respectivas lenguas minoritarias. El 8 de febrero de 2018, la Saeima envió las enmiendas para su revisión en la comisión de educación, cultura y ciencia de la Saeima. El 9 de marzo, las enmiendas se defendieron en una segunda lectura en la Saeima y se ratificaron por fin el 23 de marzo en la tercera y última lectura. El 3 de abril de 2018, el presidente de Letonia, Raimonds Vējonis, anunció las enmiendas a la Ley de Educación y a la Ley General de Educación.
El 4 de julio de 2018, Vējonis promulgó un polémico proyecto de ley propuesto por el Ministerio de Educación y Ciencia que aplicaba las mismas restricciones lingüísticas de las instituciones públicas de educación superior a las universidades y los colegios privados, es decir, que a partir del 1 de septiembre de 2019, las instituciones privadas de educación superior no podrían matricular a nuevos estudiantes en programas de estudio impartidos en lenguas no oficiales de la Unión Europea, incluido el ruso, y tendrían que completar sus respectivos programas de estudio en curso antes del 31 de diciembre de 2022. El proyecto de ley contó con la oposición del Partido Socialdemócrata «Armonía», la Unión Rusa de Letonia y los líderes de varias universidades y oenegés. El vicerrector de la Facultad Internacional de Economía y Administración de Empresas de Riga, Igors Graurs, dijo que afectaría a la capacidad de exportación de la educación letona, dando lugar a una pérdida de 54 millones de euros para la economía letona. El Sindicato Estudiantil de Letonia expresó una opinión similar, tildando la propuesta de «una amenaza para el desarrollo de los programas de estudio y la competitividad educativa en la educación superior europea y mundial».
El 3 de abril de 2018, la Duma Estatal emitió un comunicado en el que se oponía firmemente a la reforma y afirmaba que «viola los principios contemplados por la mayoría de los países civilizados», y exigía que se tomasen «medidas económicas especiales» contra Letonia, mientras que el Ministerio de Relaciones Exteriores de Rusia advirtió que la nueva ley tendría un impacto negativo en las relaciones entre Letonia y Rusia. El miembro de la Duma Estatal Serguéi Zhelezniak tachó la reforma de «genocidio lingüístico» y la comparó con la «nazificación abierta de la población rusa» que presuntamente se estaba produciendo en Ucrania. El Ministerio de Asuntos Exteriores de Letonia respondió que «los funcionarios rusos que expresan su opinión sobre las enmiendas a las leyes letones parecen no conocer en absoluto el fondo de la reforma» y señaló que «el apoyo de Letonia a las minorías es considerablemente mayor que el de otros países europeos, incluida Rusia».
A finales de abril de 2018, el exparlamentario y líder del Partido de la Acción Igor Melnikov presentó una demanda ante el Tribunal Constitucional de Letonia por el posible incumplimiento de varios artículos de la Constitución de Letonia y de una serie de convenios internacionales durante la transición. En julio, el partido «Armonía» presentó una demanda similar en la que impugnaba la constitucionalidad de la reforma por considerar que discriminaba a las minorías étnicas. En noviembre, el Tribunal Constitucional recibió otra demanda de alumnos de una escuela primaria privada con el ruso como lengua de enseñanza. El 23 de abril de 2019, el Tribunal Constitucional dictaminó que la transición no vulneraba el derecho de las minorías étnicas a la educación y desestimó el caso presentado por los miembros de Armonía.
La reforma también fue objeto de una serie de manifestaciones de algunos rusoparlantes. El 23 de octubre de 2017, casi 400 personas, en su mayoría ancianos y niños, se reunieron frente al Ministerio de Educación y Ciencia en una manifestación organizada por el partido político Unión Rusa de Lituania. El 14 de diciembre, el partido organizó una marcha de protesta por la Vieja Riga a la que asistieron varios cientos de manifestantes y, el 6 de abril, otra marcha de protesta a la que inicialmente se unieron más de 500 manifestantes; sin embargo, cuando la procesión llegó al Consejo de Ministros, el número de manifestantes había aumentado a unas mil personas. El ministro de Educación y Ciencia de Letonia, Kārlis Šadurskis, desestimó las protestas por tener «motivaciones políticas» y dijo que al Kremlin le interesaba que los jóvenes rusoparlantes de Letonia tuviesen poco dominio del letón y siguiesen bajo la influencia de la propaganda rusa.
En la primera mitad de 2019, la agencia de investigación SKDS realizó una encuesta sobre la actitud de los habitantes de Letonia hacia la reforma. En general, el 41,4 % de los encuestados respaldaba la moción y el 34,7 % se oponía; sin embargo, los resultados mostraron una importante polarización de opiniones, según el idioma que se hablaba en el hogar. De los que hablaban letón en casa, casi el 60 % mostró su apoyo total o parcial a la reforma, mientras que el 64 % de los encuestados que hablaban ruso en casa dijeron que estaban parcial o totalmente en contra de la moción.

## En los medios de comunicación

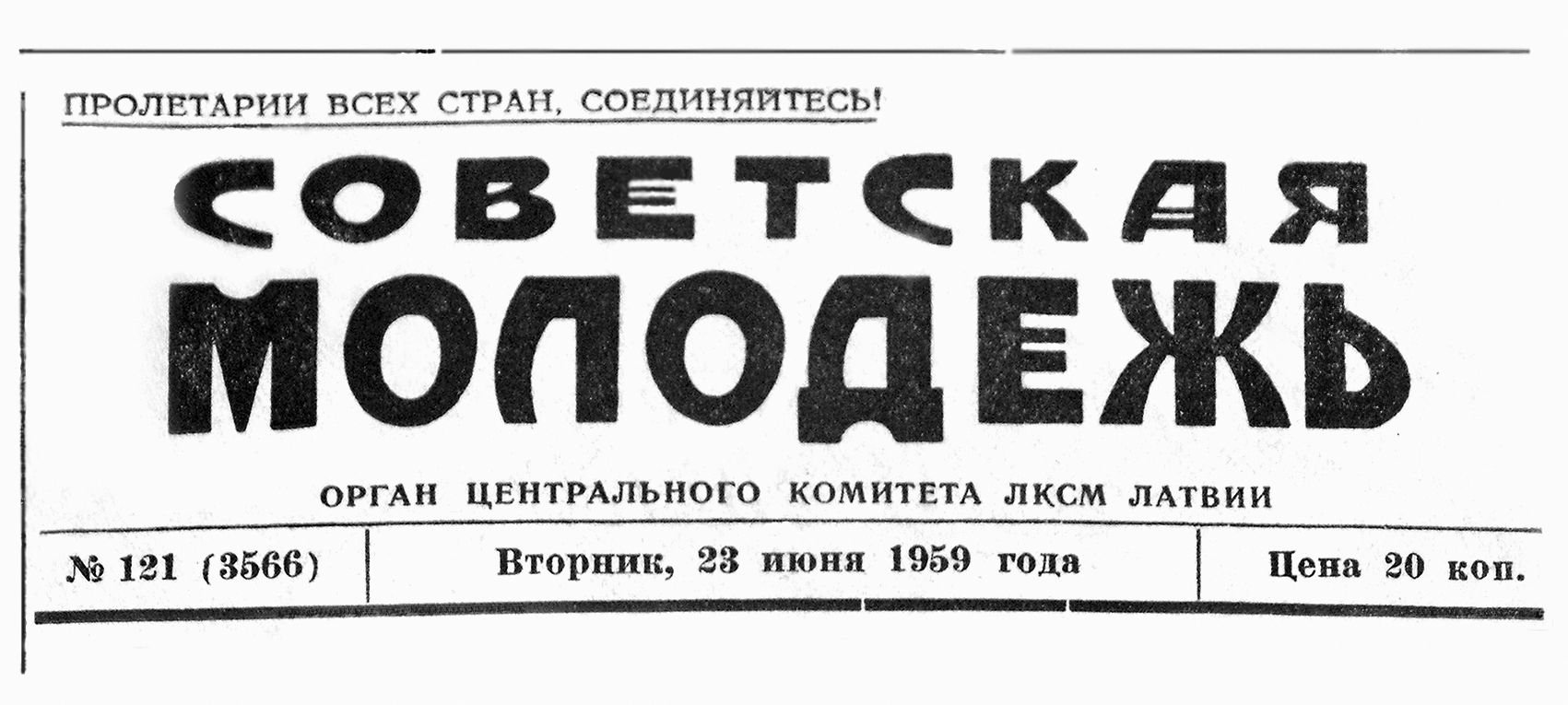
Cabecera del periódico Sovétskaya Molodiozh, publicado en 1959.

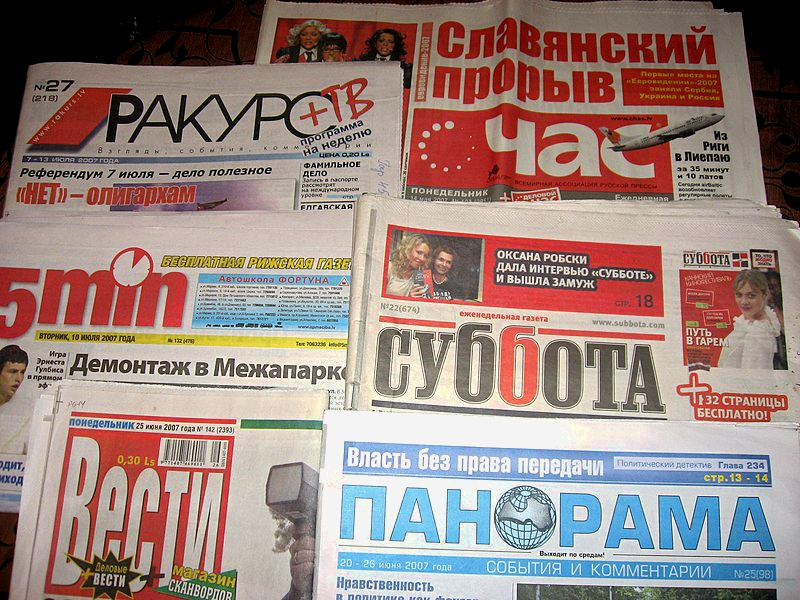
Un surtido de periódicos en ruso publicados en Letonia en 2007: RakursTV, Chas, 5 min, Subbota, Vesti y Panorama (de izquierda a derecha, empezando por la parte superior).

El periódico en ruso más importante de Letonia entre 1918 y 1940 era Segodnia («Hoy»), y era conocido más allá de Letonia. En la RSS de Letonia, Sovétskaya Molodiozh («Juventud soviética»), cuya primera publicación fue en 1945, se convirtió en un popular periódico que competía con otros periódicos en lengua rusa del resto de la URSS. Tras la restauración de la independencia en 1991, periódicos como Vesti segodnia («Las noticias de hoy»), Chas («La hora»), Biznes&Baltia («Negocios y el Báltico»), Telegraph y más siguieron las tradiciones de Sovétskaya Molodiozh. En la actualidad se publican en Letonia cuatro diarios nacionales en ruso, once semanales, una docena de periódicos regionales y más de treinta revistas de diversos temas.
Según la encuesta de mercado de 2016 de la empresa de investigación de redes sociales y medios TNS, los no letones preferían ver los canales de televisión rusos First Baltic Channel, NTV Mir y Rossiya RTR. Los cuatro canales de televisión rusos más populares llegaban a un 72,6 % de audiencia no letona a la semana, lo que se traducía en un 41,7 % de tiempo de permanencia, así como un 47,6 % de audiencia letona con un 12,3 % de tiempo de permanencia. First Baltic Channel era el canal de televisión más visto de Letonia en septiembre de 2016, con el 11 % del tiempo total de permanencia.

### Conflictos por la elección lingüística
El 1 de septiembre de 2010, el ministro de Transporte, Kaspars Gerhards, abandonó el programa de TV5 en ruso «Sin censura» (Без цензуры) en directo después de que el presentador Andrejs Mamikins le insistiera en que hablara en ruso, a lo que Gerhards se negó, alegando que ya les había avisado de que hablaría en letón y que el estudio probablemente pudiera traducir sus palabras. Mamikins señaló que Gerhards había hablado en ruso en la televisión antes y comenzó a emitir clips preparados del archivo del canal de él haciéndolo. Gerhards se volvió a negar a cambiar al ruso y abandonó el estudio durante una pausa publicitaria.
El 17 de octubre de 2016, el Consejo Nacional de Medios de Comunicación Electrónicos envió una carta a la administración de Latvijas Televizija pidiéndole que proporcionase una traducción al idioma estatal de ser necesario y que no excluyera a los representantes de las instituciones invitadas por no hablar ruso después de recibir una querella de una institución estatal a cuyo representante se le negó participar en el programa de debate en ruso de LTV7 de propiedad estatal Tochki nad i (Точкu над i) por querer hablar en letón sobre la base de que «técnicamente no es posible proporcionar una traducción durante la transmisión, porque se necesitarían recursos adicionales». En septiembre de 2018, el presentador de Tochki nad i, Oļegs Ignatjevs, informó a la Alianza Nacional que no permitiría que el representante del partido hablara en letón en el próximo episodio del programa sobre educación en lenguas minoritarias. La Alianza Nacional advirtió que presentaría una denuncia ante el Consejo Nacional de Medios de Comunicación Electrónicos. Poco después, Ignatjevs dimitió diciendo:

Me pareció que simplemente quieren aprovecharse de la situación. Venir al programa y decir «mirad qué patrióticos somos, que hasta aquí hablamos en letón y nadie puede decir nada»... No quiero que mi programa y yo estemos involucrados en estas estratagemas políticas baratas.

LTV respondió diciendo que «podría proporcionar un intérprete para las personas que no pueden o no quieren hablar ruso» y que «la emisora pública no puede tolerar una situación en la que se excluya a alguien por querer hablar el idioma oficial del Estado».